# Condado de Hood River
O Condado de Hood River é um dos 36 condados do Estado americano do Oregon. A sede do condado é Hood River, e sua maior cidade é Hood River. O condado possui uma área de 1 382 km² (dos quais 29 km² estão cobertos por água), uma população de 20 411 habitantes, e uma densidade populacional de 15 hab/km² (segundo o censo nacional de 2000). O condado foi fundado em 1908.